# 小佐野家住宅
小佐野家住宅（おさのけじゅうたく）は、山梨県富士吉田市上吉田、北口本宮冨士浅間神社の門前に建つ、江戸時代末期の住宅である。富士講の御師の住宅であり、重要文化財に指定されている。世界遺産「富士山-信仰の対象と芸術の源泉」の構成資産に含まれる。

## 概要
江戸時代に86軒連なった富士山北口（富士吉田市）御師住宅の一軒として、小佐野家が本住宅にて永らく御師を営んでいた。
御師住宅（小佐野家住宅）は単なる住宅ではなく、宿坊、御神前を備えている。
宿坊にて参拝者に宿を提供し、登山の世話を行い、御神前にて祈祷を行い、参詣者と神仏の仲立ちを行っていた。
小佐野家住宅は、個人宅のため、非公開。
富士吉田市歴史民俗博物館の敷地内に、復元された小佐野家復元住宅がある。

## 歴史
江戸時代末期、1861年（文久元年）に御師の小佐野家により建てられた。主屋は保存状態が良く歴史的価値が高いため、1976年（昭和51年）5月、国の重要文化財に指定された。また2013年（平成25年）6月には、富士山が世界文化遺産に登録され、御師・小佐野家住宅はその構成遺産に認定された。